# Декларация на Шуман
Декларацията на Шуман, огласена на 9 май 1950 година от Робер Шуман (външен министър на Франция), съдържа проект, чието осъществяване довежда до създаването на Европейска общност за въглища и стомана (ЕОВС). Тази общност служи за основа на европейската икономическа интеграция и за наднационално надграждане, довело до сформирането на днешния Европейски съюз.

## Предистория
След Втората световна война се съживява стремежът за обединяване на Европа, ожесточено разкъсвана от военни действия няколко десетилетия наред. Тласък на този импулс дава и европейското движение, което на Конгреса в Хага от 1948 година дебатира бъдещето на Европа. Открояват се 2 виждания – това на федералистите и това на съюзистите. Въпреки сблъсъка в различните виждания за Обединена Европа, целта е сътрудничество и просперитет за континента. Стигат до важен извод. Следвайки гочивия опит от световните войни, разбират, че когато отделните национални държави следват пътя, който според тях е справедлив, те достигат до конфликт на интереси една с друга. А за да бъде конфликтът предотвратен, националните държави трябва да бъдат обединени под стряхата на обща цел.
На 9 май 1950 година, в 16 часа, в Часовниковата зала на двореца „Ке д'Орсе“ (Министерството на външните работи на Франция) френският външен министър Робер Шуман представя декларация, която оставя паметна следа в световната история, като полага основите на интеграционната общност. Тя е известна като Декларацията „Шуман“ или Плана „Шуман“ по името на нейния четец Робер Шуман, считан за един от Бащите основатели на Европейския съюз.

## Цел и същност
Декларацията „Шуман“ се стреми да направи невъзможна войната между държавите в тази Общност и насърчи мира в Европа. Търси още постигане на икономическа стабилност. За тази цел интеграцията няма да е насочена срещу доскорошния потенциален враг Германия, а ще се стреми към сътрудничество заедно с него. Така, същевременно, без използване на военни средства, ще се гарантира обезсилването и контролът над ФРГ. Планира се икономическото обединение да стане на базата на черната металургия и въгледобива. Тази икономическа област на отправна интеграция не е случайна. От една страна, черната металургия и въгледобивът имат сложно производство и пазар. От друга, те стоят в основата за развитието на военната промишленост и тяхното производство напомня за икономическото надмощие на отделни държави във Втората световна война. Декларацията цели за бъдеще икономическите интереси да не се съгласуват, а да се сливат, с което биха се предотвратили междудържавните напрежения и търкания. Интеграцията ще положи първия камък на една Европейска федерация, ще става стъпка по стъпка и по предварително създаден план.

## Резултат
По инициатива на Франция експертен екип изготвя Договора за ЕОВС. След период на 9-месечна ратификация през 1951 година той е подпсиан, а влиза в сила от 1952 г. Страните по договора са 6: Белгия, Западна Германия, Италия, Люксембург, Нидерландия, Франция. Договорът е за срок от 50 години, действа на територията на 6-те държави, подписали обединението. В компетенцията на ЕОВС се включва ценообразуването, управлението и пазарът на въглища и стомана.
ЕОВС е изградена от 4 институции:
- Висша власт, сформирана от номинираните кандидати от правителствата на всяка национална държава
- Съвет на министрите
- Парламентарна асамблея, с консултативна функция
- Съд в Люксембург

По важно обаче е, че в началото на 50-те години на миналия век се сформира наднационална структура, която се счита за успех на европейците федералисти. Интеграцията като форма на организация на държавите се различава по същност от обединението. При интеграцията националният сувернитет се ограничава, а на места напълно се възпира. ЕОВС е различна и от стандартните международни организации, защото предвижда за бъдеще и създаването на наднационални органи.
9 май 1950 година извежда развитието на Европа на коренно различна, нова платформа. Идеята за наднационалност, като форма за поддържане на мира и справедливостта, става все по-пълнокръвна и пълноценна през следващите десетилетия. Неслучайно датата 9 май се отбелязва тържествено в ЕС като Ден на Европа.

## Цитати
| „ | Световният мир не може да бъде спасен без съзидателни сили, които да са пропорционални на опасността, която ни грози | “ |

| „ | Обединяването в производството на въглища и стомана... ще промени съдбата на онези региони, дълго отдадени на производство на военни боеприпаси, които са били и най-постоянната им жертва. | “ |